# Казахские султаны
Султан (каз. Сұлтан, от араб. سلطان‎) — ненаследственное звание знати в Казахском ханстве. Приблизительно соответствует русскому «князь». Султаны избирались племенами, племенными подразделениями из числа торе. Из среды султанов выбирали хана.

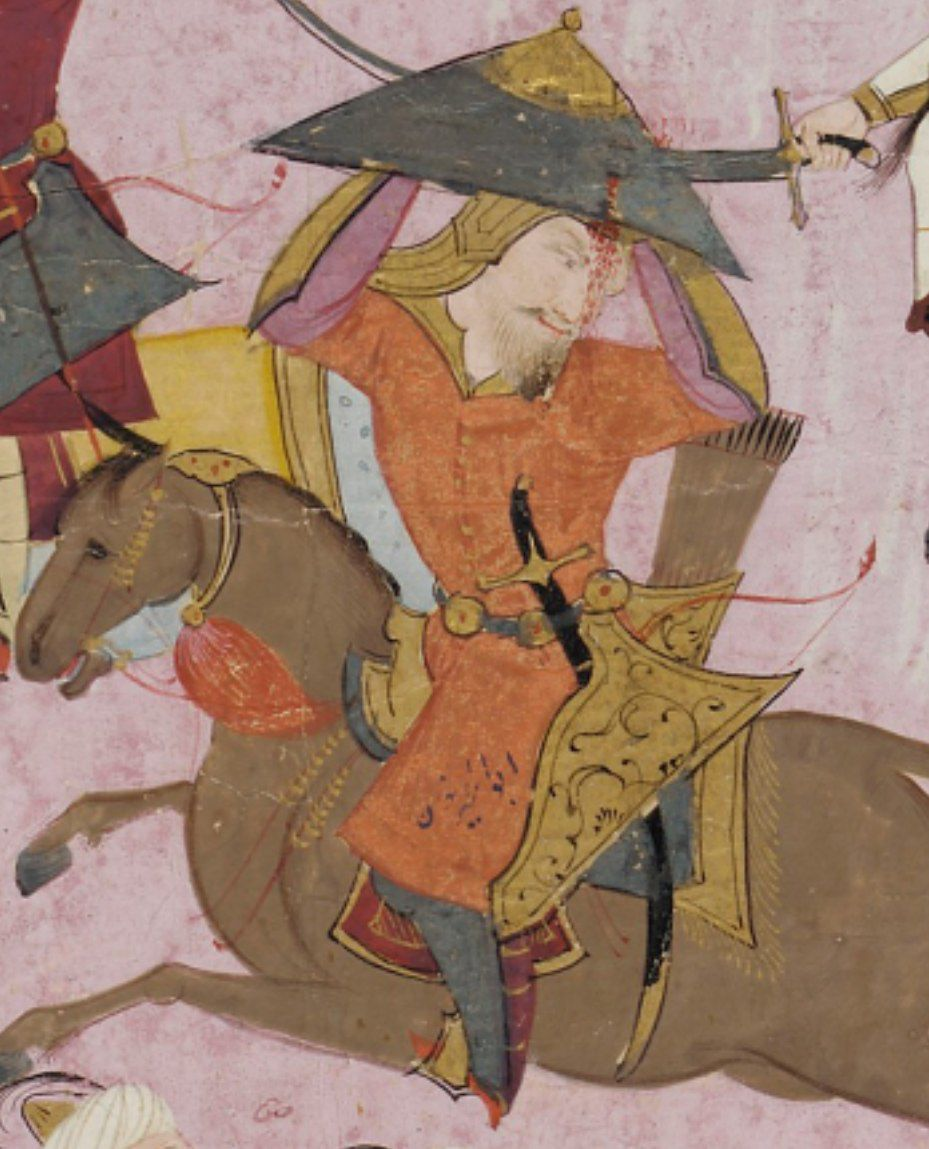
Абулхаир-султан — сын Касым-хана, участник Войн между Сефевидами и Шейбанидами

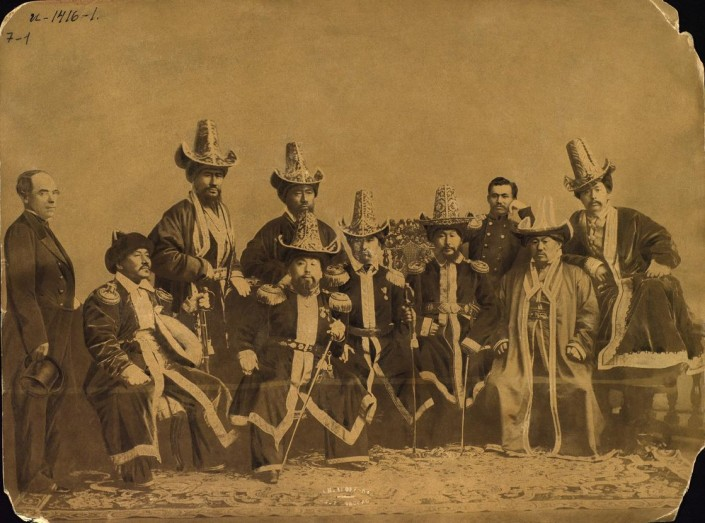
Казахские султаны с вместе с русскими чиновниками. Санкт-Петербург, вторая половина XIX в.

Время принятия титула султан в Дешт-и-Кипчаке неизвестно, но первые казахские правители Керей и Жанибек носили звание султан в узбекском ханстве Абулхаира. Султанами в казахской степи могли стать только потомки Чингисхана по линии его старшего сына — Джучи. Султаны чаще всего были правителями отдельного рода или племени. Размер владений — улус или аймак зависел от знатности, богатства и родовитости султана.
В Российской империи султаны управляли волостями на правах волостного головы и были чиновниками 12 класса. Должность переходила по наследству, от отца к сыну. В случае отсутствия наследника, его брат или ближайший родственник мог получить должность, выдвинув кандидатуру в волостных выборах, с последующим утверждением областным Правлением.
В штате султана были: его помощник (сын или близкий родственник); секретарь, знающий русский и татарский языки. Кроме султанов, управлявших волостями были и другие, которые сохраняли своё звание, но не могли вмешиваться в управление.
Собрание султанов избирало старшего султана своего округа, исполняли судебные приговоры.